# Gipfeltreffen in Helsinki (2018)

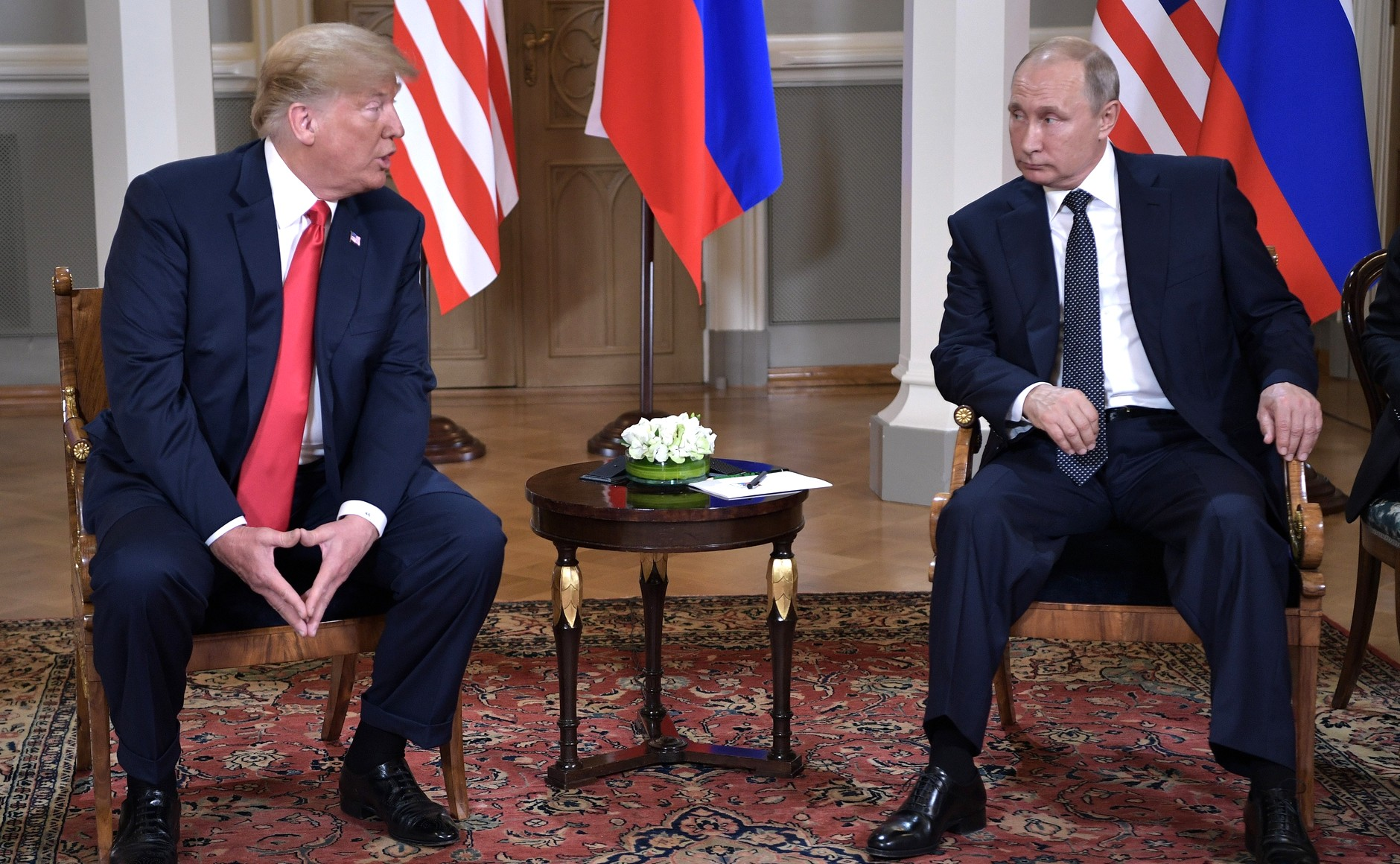
Donald Trump und Wladimir Putin bei ihrem Treffen in Helsinki.

Das Gipfeltreffen in Helsinki fand am 16. Juli 2018 zwischen dem russischen Präsidenten Wladimir Putin und dem Präsidenten der Vereinigten Staaten Donald Trump im Präsidentenpalais in Helsinki statt.
Es war das erste offizielle Treffen der Präsidenten beider Länder seit Trumps Amtsantritt am 20. Januar 2017. Zuvor führten Trump und Putin lediglich inoffizielle Gespräche beim G20-Gipfel in Hamburg im Juli 2017 und beim APEC-Treffen im November 2017.

## Vor dem Treffen
Die bilateralen Beziehungen zwischen Russland und den Vereinigten Staaten gelten als von zahlreichen Faktoren belastet. Darunter befinden sich Anschuldigungen der US-Justiz und der Geheimdienste (CIA und NSA), Russland habe versucht, den Ausgang der Präsidentschaftswahl in den Vereinigten Staaten 2016 zu beeinflussen. Bereits die US-Regierung unter Obama hat Russland am 7. Oktober 2016 offiziell vorgeworfen, E-Mails des für Hillary Clinton Wahlkampf führenden DNC, von Institutionen und Prominenten gehackt und auf WikiLeaks und ähnlichen Sites zu veröffentlicht zu haben. Die Sondermittlungen zur Beeinflussung des Wahlkampfs dauern an. Russland streitet diese Beschuldigungen als „Unsinn“ ab. Zu den weiteren maßgeblichen Ursachen gehören die Situationen rund um den russischen Krieg in der Ukraine, den Krieg in Syrien, die Annexion der Krim, die nukleare Aufrüstung sowie Raketenabwehr, wegen der gegen Russland bereits Sanktionen verhängt wurden.
Trump hatte vor seiner Wahl zum US-Präsidenten wiederholt behauptet, das Verhältnis zu Russland deutlich verbessern zu können.
Am 27. Juni 2018 trafen sich John R. Bolton, seit April 2018 US-Sicherheitsberater, und Putin, um Einzelheiten des Gipfels und andere bilaterale Fragen zu erörtern. Am 28. Juni kündigten das Weiße Haus und der Kreml den Termin und Ort des Gipfeltreffens an.
Eine Gruppe von acht hochrangigen US-Senatoren der Demokraten appellierte an Trump, Putin nicht unter vier Augen zu treffen: Minderheitsführer Charles Schumer, ‚Minority Whip‘ Dick Durbin, Mark Warner, Bob Menendez, Dianne Feinstein, Jack Reed, Patrick Leahy und Sherrod Brown.
Kurz vor dem Treffen nahm Trump am NATO-Gipfel 2018 in Brüssel teil und besuchte dann die britische Ministerpräsidentin Theresa May.
Drei Tage vor dem Treffen stellte die US-Justiz durch Sonderermittler Robert Mueller zwölf russische Geheimdienstmitarbeiter wegen der Hackerangriffe während des US-Wahlkampfs 2016 unter Anklage.
Der nationale US-Geheimdienstdirektor Dan Coats äußerte am Tag vor dem Gipfeltreffen, Russland sei der „aggressivste ausländische Akteur“ bei Cyberattacken. Die Bedrohung durch solche Attacken habe einen „kritischen Punkt“ erreicht. Die digitale Infrastruktur werde „buchstäblich angegriffen“.

## Tag des Treffens
Der finnische Präsident Sauli Niinistö traf Trump und Putin zunächst bilateral. Am Montagmorgen empfingen Niinistö und seine Frau dann Donald und Melania Trump in ihrem Amtssitz Mäntyniemi. Mike Pompeo, seit dem 26. April 2018 US-Außenminister, traf seinen russischen Amtskollegen Sergei Lawrow.
Die bilateralen Gespräche zwischen Trump und Putin fanden im gotischen Saal des Präsidentenpalais statt. Ihnen folgte ein Arbeitsessen in der Spiegelhalle.

## Rezeption
Im Economist wurde der Gipfel eine Demütigung Trumps genannt. Der „selbstgefällige“ Putin habe Trump zum Laufburschen degradiert („Mr Trump looked, at best, a mug.“)
In den USA einte der Eindruck des Gipfels Unterstützer und Gegner Trumps in den Medien in der Einschätzung, dass dieser sich in Helsinki blamiert habe. Die Medien in Russland und anderen osteuropäischen Ländern verwiesen derweil darauf, dass der Gipfel kein konkretes Resultat hervorgebracht und sich in gegenseitiger Lobhudelei erschöpft hätte.

## Auswirkungen
Die russische Seite hatte gehofft, die Beziehungen würden sich nach einem persönlichen Treffen verbessern, auch wenn Präsident Trump von der absoluten Mehrheit des amerikanischen Parlaments (in der russischen Sprachregelung pauschal der „Russophobie“ bezichtigt) in Bezug auf die Sanktionen gegen Russland die Handlungshoheit entzogen worden war. Umso enttäuschter war Russland, als nicht das Parlament, sondern das Weiße Haus am 8. August 2018, keinen Monat nach dem Gipfel, neue Sanktionen gegen Russland verhängte.

## Sonstiges
Helsinki war 1975 der Schauplatz der Unterzeichnung des Helsinki-Abkommens, nach einer Reihe von Treffen, die die Spannungen zwischen dem Westen und dem Warschauer Pakt während des Kalten Krieges verringern sollten.
Auf dem Weg zum Gipfel flog die Maschine Putins kurzzeitig im estnischen Luftraum – der Teil der NATO ist –, ohne dafür eine Genehmigung zu haben.